# Adolf Marcuse
Adolf Marcuse, född 17 november 1860 i Magdeburg, död 18 oktober 1930 i Berlin, var en tysk astronom.
Marcuse studerade vid universiteten i Strassburg och Berlin. Han deltog 1882 som assistent i den tyska Venusexpeditionen för att studera Venuspassagen i South Carolina. Han blev filosofie doktor 1884 och blev 1885 assisterande astronom vid Pulkovo-observatoriet nära Sankt Petersburg. Åren 1886-87 var han astronom vid nationalobservatoriet i Santiago de Chile och 1888-91 vid Berlins observatorium. Under ett år gjorde han på uppdrag av den tyska regeringen astronomiska observationer på Hawaii, vilket även resulterade i en skrift. Åren 1897-1907 tjänstgjorde han som privatdocent vid Berlins universitet. Han blev ordinarie professor där 1907 och var från 1911 även lärare vid Technischen Militärischen Akademie.
Utöver nedanstående skrifter författade han även tillsammans med Karl Sapper den geologiska och fysiska avdelningen i det av Hans Kraemer utgivna geografiska arbetet "Weltall und Menschheit" (fem band, 1902-04). Sappers och Marcuses avdelning utkom 1905 i något förkortad svensk översättning av Konrad Hagman under titeln "Jorden förr och nu".